# 方懋
方懋（14世紀—15世紀），字叔勉、又字黽宇，福建福州府長樂縣古槐人，明朝政治人物。

## 生平
方懋的先祖從莆田移居長樂，他自小聰穎好學，晚上總躺在扁擔以警睡，十八歲就與陳艮、林賜、王錫等人友好，是永樂十八年（1420年）庚子科福建鄉試舉人，授開化知縣，以清廉自矢，不徇私權貴，不接受干謁，使吏民收斂，盜賊不入境，縣內有民眾爭奪水利，經年未能解決，他一句說話就解決此事，輿論為之一快，遇上水災，溺斃浮屍多得遮蔽江水，他都一一收葬，病者給予藥物，饑者給予薪米，救活不少民眾，在任十年以卓異陞通判，未到任就去世，士民捐出金錢讓其歸葬，並建祠祭祀他。

## 引用
1. 1 2  民國《（福建）長樂縣志·卷二十四·列傳四》：方懋，字叔勉，一字黽宇，先世由莆田徙長樂，懋聰穎好學，夜怠臥扁擔以警睡，年十八與陳艮、林賜、王錫友善，懋舉永樂庚子鄉試，知浙江開化縣，廉直自矢，不徇權貴，不受干請，懲頑梗、平寬濫，吏民斂戢，盜不入境，邑有爭水利者累歲不決，懋一言折之，輿論大快，值大水為災，溺死者浮尸蔽江，悉收瘞之，病者予藥物，饑者給薪米，全活無算，在任十載，以卓異陞通判，未上卒，士民醵金歸葬，建祠祀之。 道光通志